# Nina Golubkova
Nina Serguéievna Golubkova (translitera del cirílico ruso Нина Сергеевна Голубкова (Leningrado, 28 de enero de 1932 - 24 de agosto de 2009) fue una profesora, micóloga, botánica, y galardonada liquenóloga rusa.

## Biografía
Fue una botánica rusa especialista en hongos y en líquenes. En 1955, tras graduarse por la Universidad Estatal de Leningrado con la licenciatura en micología, Golubkova se unió al Instituto Botánico Komarov, donde trabajó bajo la supervisión de Vsévolod Savich.
En los 1960s, estudió especímenes que habían sido recuperados durante varias expediciones soviéticas a la Antártica; sus investigaciones sobre esas muestras dieron lugar a varias publicaciones científicas, y a la identificación de varias especies nuevas. También participó en muestras recogidas de expediciones a la cordillera del Pamir en Tayikistán, y a las estepas, taiga, y desiertos de Mongolia, y en 1978, fue contribuidora coautora al volumen 5 del Handbook of Lichens of the USSR.
En 1982, fue promovida a directora del Laboratorio del Instituto de Liquenología y Briología, posición que retuvo por más de 20 años. En las postrimerías de la disolución de la Unión Soviética, organizó para su publicación, los volúmenes 6 al 10 del rebautizado Handbook of Lichens of Russia , de la cual sirvió como redactora jefe.

## Obra
- 1983. Анализ флоры лишайников Монголии (Análisis de la flora de líquenes de Mongolia) Ed. I.Аbramov, 248 pp. il., cartas 21 см, Ciencias de Leningrado.
- 2012. Анализ флоры лишайников Монголии (Análisis de la flora de líquenes de Mongolia)
- 1988. Лишайники семейства Acarosporaceae Zahlbr. в СССР (Familia Líquenes Acarosporaceae Zahlbr. en la URSS ) Отв. ред. Х. Х. Трасс; АН СССР, Ботан. ин-т им. В. Л. Комарова, 131,[2] с. il. 22 см, Л. Наука Ленингр. отд-ние
- 1966. Определитель лишайников России. Выпуск 6. Алекториевые, пармелиевые, стереокаулоновые (Determinante de líquenes Rusia. Número 6. Alektorievye, Parmeliaceae,) / ISBN 5-02-026044-4
- 1965. Lichen Arcticus novus. Reimpreso, 4 pp.
- 1954. Analysis geographica florae lichenum districtus floristici Volgensis superioris. Reimpreso, 15 pp.

## Premios y reconocimientos
- 2000: medalla Acharius por su destacada trayectoria en liquenología.[4]

## Epónimos
Especies de liquen
- Chaenothecopsis golubkovae
- Catillaria golubkovae